# Balz Herter

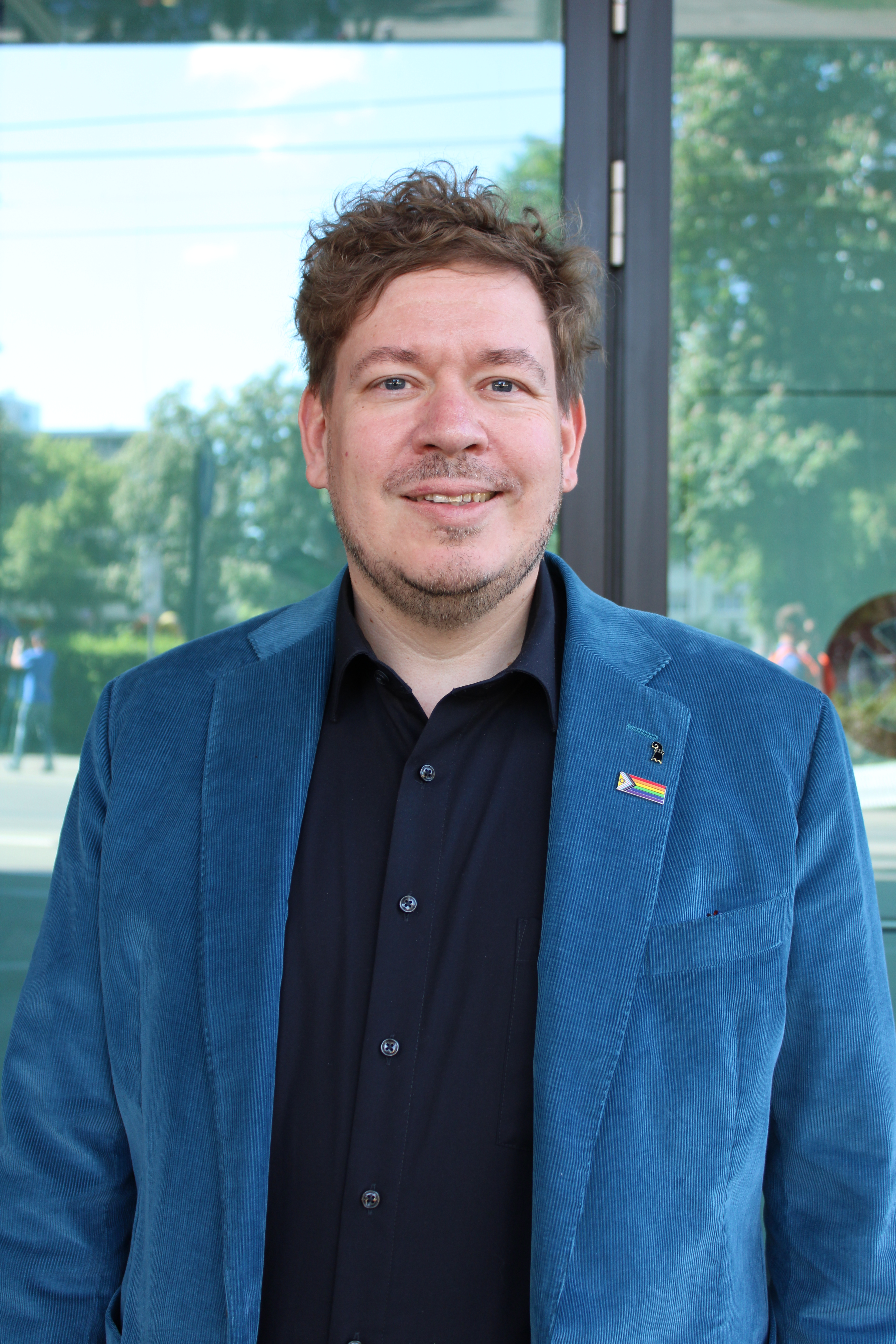
Balz Herter (2025)

Balthasar «Balz» Herter (* 21. Februar 1984 in Basel) ist ein Schweizer Politiker (Die Mitte, vormals CVP).

## Leben
Herter besuchte die Handelsmittelschule in Basel, wo er 2003 die Berufsmatur erlangte.
Balz Herter trat 2004 in die CVP Basel-Stadt ein. Seit April 2006 war er Präsident der Jungen CVP Basel-Stadt und seit Oktober 2006 Präsident der CVP-Sektion Kleinbasel. 2009 rückte er für Stephan Gassmann in den Grossen Rat des Kantons Basel-Stadt nach und war Mitglied der Umwelt-, Verkehrs- und Energiekommission (UVEK). Per 1. November 2011 schied er aus dem Grossen Rat aus. Ebenfalls trat er als Präsident der Jungen CVP Basel-Stadt per November 2011 zurück. Als sein Nachfolger wurde Patrick Huber gewählt.
Bei den Grossratswahlen 2016 trat Herter erneut an und wurde auf Anhieb gewählt. Im Mai 2017 wurde er zum Präsidenten von Die Mitte Basel-Stadt gewählt und im August 2021 für weitere vier Jahre wiedergewählt.
Am 5. Februar 2025 wurde er Grossratspräsident gewählt und leitet somit für ein Jahr das Basler Parlament und repräsentiert zudem den Kanton bei offiziellen Anlässen.
Herter ist der Sohn des verstorbenen Journalisten Martin Herter sowie der Neffe von Nationalrat Christoph Eymann und dem ehemaligen Grossrat Felix Eymann.